# Kaapsduin (Oosterend)
Kaapsduin is een duin op Terschelling aan de westzijde van het dorp Oosterend. Het is een van de duinen in het Natura 2000-gebied Duinen Terschelling en is in beheer bij Staatsbosbeheer.
Na een steile beklimming van het 21 meter hoge duin is er een uitzicht op Oosterend in zuidoostelijke richting, op de polders en de Waddenzee in zuidelijke richting en op het duingebied en de Noordzee in noordelijke richting. Het Kaapsduin is te bereiken via de Duinweg tussen de dorpen Oosterend en Hoorn.

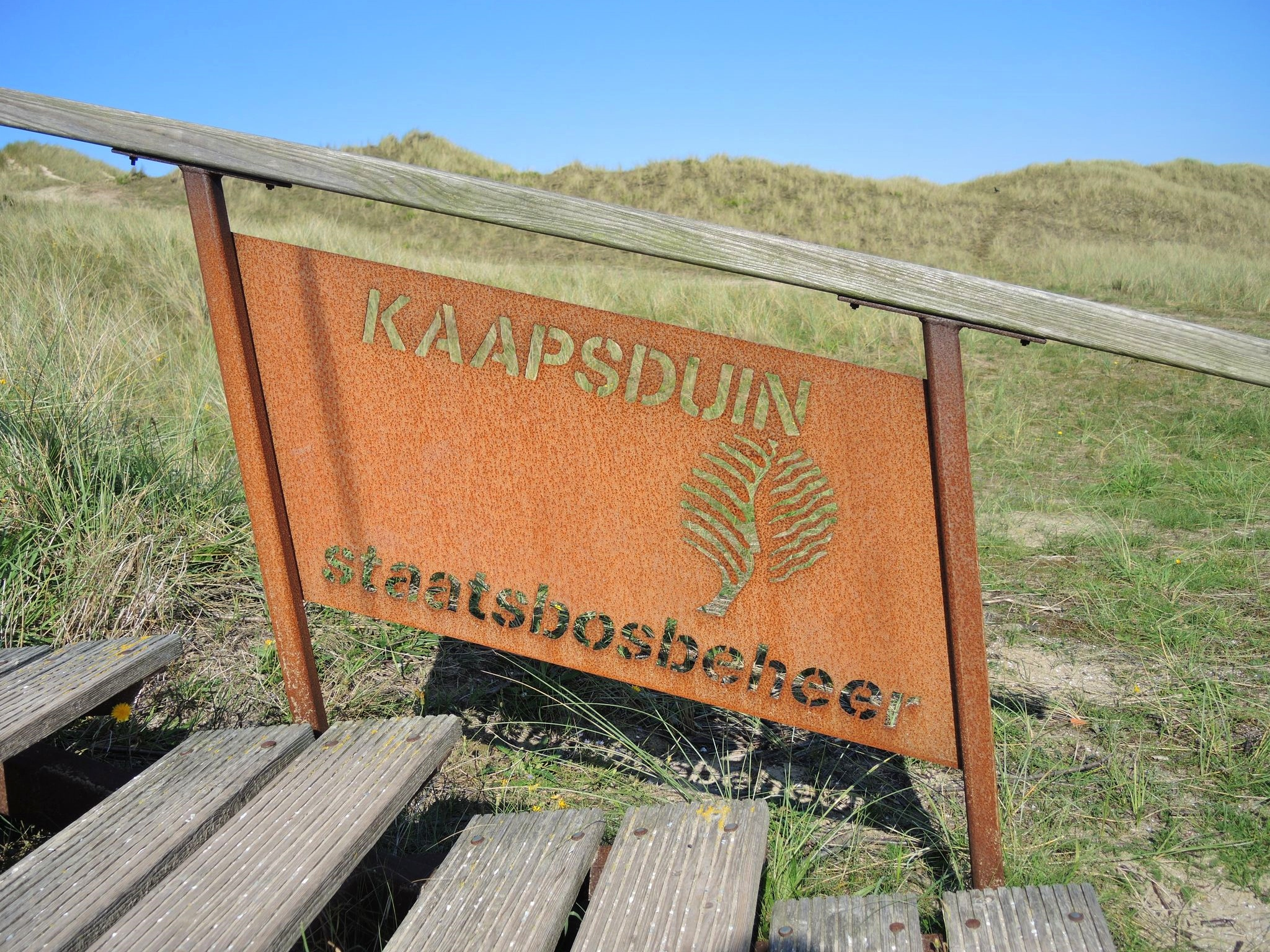
Kaapsduin met trap, Staatsbosbeheer
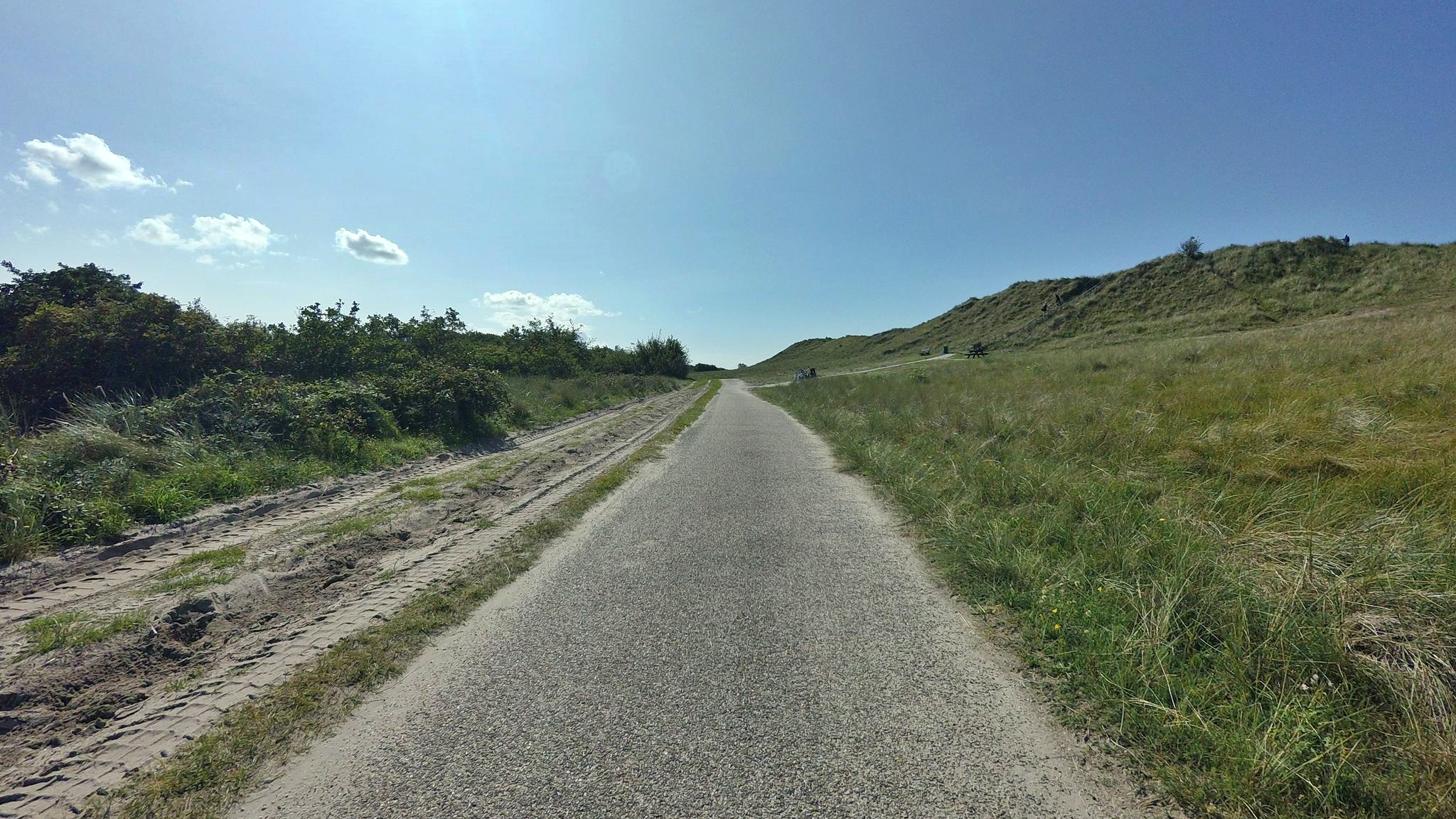
Duinweg, met aan de rechterzijde (noordzijde) de Kaapsduin